# Derecho de Panamá
El sistema jurídico de Panamá pertenece a la tradición del derecho continental.
La base para su derecho público es la Constitución de 1972 reformada en 1978, 1983, 1993, 1994 y 2004. Según ella Panamá es un «estado soberano» cuyo gobierno es unitario, republicano, democrático y representativo. Siendo el único poder el Poder  Público, el cual emana del pueblo, habiendo así clara separación de funciones entre el presidente de la República, la Asamblea, el Órgano judicial y los extra poderes.